# Liste der Biografien/Teh
Liste der Biografien |
Portal Biografien |
Personensuche
# |
A |
B |
C |
D |
E |
F |
G |
H |
I |
J |
K |
L |
M |
N |
O |
P |
Q |
R |
S |
T |
U |
V |
W |
X |
Y |
Z |
?
 
Ta |
Tc |
Te |
Tf |
Tg |
Th |
Ti |
Tj |
Tk |
Tl |
Tm |
To |
Tq |
Tr |
Ts |
Tu |
Tv |
Tw |
Tx |
Ty |
Tz
 
Tea |
Teb |
Tec |
Ted |
Tee |
Tef |
Teg |
Teh |
Tei |
Tej |
Tek |
Tel |
Tem |
Ten |
Teo |
Tep |
Teq |
Ter |
Tes |
Tet |
Teu |
Tev |
Tew |
Tex |
Tey |
Tez
Die Liste der Biografien führt alle Personen auf, die in der deutschsprachigen Wikipedia einen Artikel haben. Dieses ist eine Teilliste mit 19 Einträgen von Personen, deren Namen mit den Buchstaben „Teh“ beginnt.

## Teh
- Teh Kew San (* 1934), malaysischer Badmintonspieler
- Teh, Darren (* 1996), singapurischer Fußballspieler
- Teh, Min Jie (* 1996), malaysische Squashspielerin

### Teha
- Tehau, Jonathan (* 1988), tahitischer Fußballspieler
- Tehau, Lorenzo (* 1989), tahitischer Fußballspieler
- Tehau, Teaonui (* 1992), tahitianischer Fußballspieler

### Tehe
- Téhem (* 1969), französischer Comicautor und Illustrator
- Teherani, Hadi (* 1954), deutscher Architekt und Designer iranischer HerkunftHadi Teherani (* 1954)

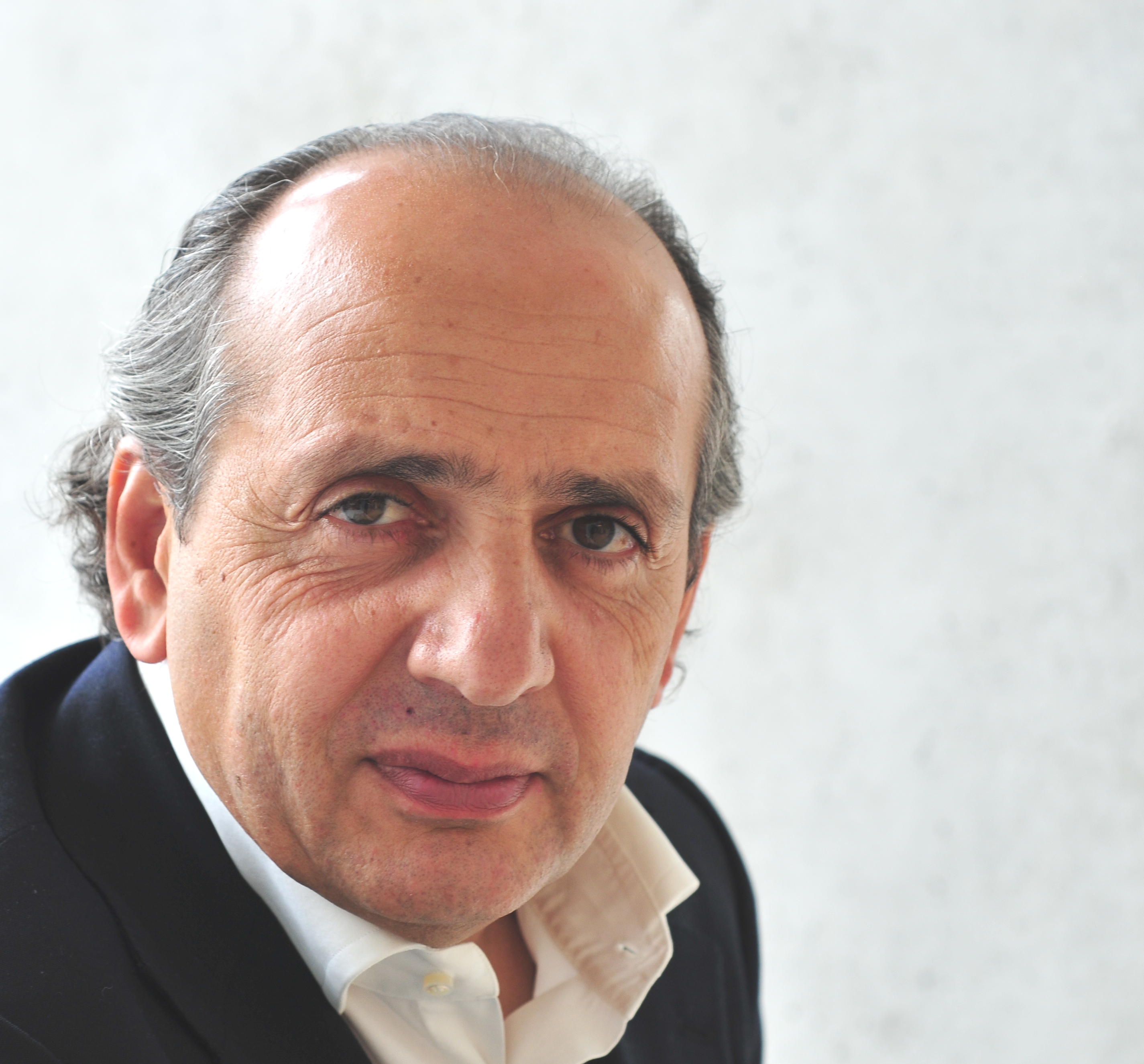
Hadi Teherani (* 1954)

### Tehl
- Tehlirian, Soghomon (1897–1960), armenischer Attentäter

### Teho
- Tehomi, Avraham (1903–1991), russischer Emigrant und zionistischer Untergrundkämpfer (Irgun Zwai Leumi)
- Tehoval, Sheva (* 1991), belgische Opern-, Konzert- und Liedsängerin in der Stimmlage Sopran

### Tehr
- Tehrāni, Āghā-Bozorg (1876–1970), iranischer Historiker und Bibliograph
- Tehrani, Ali (1926–2022), iranischer Geistlicher
- Tehrani, Hedieh (* 1972), iranische Schauspielerin
- Tehrani, Hossein (1912–1974), iranischer Musiker und Tonbak-Spieler
- Tehrani, Teymour (* 1978), deutscher Filmproduzent, Regisseur
- Tehrantschi, Mohammed Mehdi (1965–2025), iranischer Physiker und Hochschullehrer

### Tehu
- Tehuetzquititzin, Diego de San Francisco († 1554), Gouverneur und Tlatoani von Tenochtitlan
- Tehupeiory, Alvin (* 1995), indonesische Sprinterin